# Demain peut-être

Demain peut-être est un court métrage français réalisé par Guilhem Amesland en 2008, dans le cadre de la série La Collection pour Canal+.

## Synopsis
Harry se réveille chez une femme qu'il a rencontré la nuit précédente. Il se rend à son travail et sur un terrain où sa société prévoit de construire un projet immobilier.
Tout au long de la journée, Harry s'interroge sur son existence et son travail.

## Distribution
- Oxmo Puccino : Harry
- Clémentine Marmey : la jeune fille
- Félix Rosier : l'architecte